# La Janda
La Janda es una de las seis comarcas de la provincia de Cádiz (Andalucía). Toma su nombre de la desaparecida laguna de la Janda, y comprende los municipios de Alcalá de los Gazules, Barbate, Benalup-Casas Viejas, Conil de la Frontera, Medina Sidonia, Paterna de Rivera y  Vejer de la Frontera.
Es una comarca de economía marcadamente agrícola y ganadera, que en los últimos años está viendo crecer su potencial turístico. La otra actividad económica característica son las artes de pesca tradicionales, destacando las almadrabas de Conil, Barbate y Zahara de los Atunes. La Janda suele dividirse en dos subcomarcas:
- Janda Litoral, integrada por Vejer, Conil y Barbate.
- Janda Interior, formada por Alcalá de los Gazules, Benalup, Medina Sidonia y Paterna de Rivera

| Escudo   | Nombre                | Población (2022) | Superficie (km²) | Densidad (hab./km²) |
| -------- | --------------------- | ---------------- | ---------------- | ------------------- |
|          | Conil de la Frontera  | 23.497           | 88,61            | 265,2               |
|          | Barbate               | 22.872           | 143,47           | 159,4               |
|          | Vejer de la Frontera  | 12.656           | 263,88           | 47,9                |
|          | Medina Sidonia        | 11.739           | 487,15           | 24,1                |
|          | Benalup-Casas Viejas  | 7.160            | 60,43            | 118,5               |
|          | Paterna de Rivera     | 5.451            | 13,79            | 395,3               |
|          | Alcalá de los Gazules | 5.227            | 481,09           | 114,8               |
| La Janda | La Janda              | 88.602           | 1.538,42         | 57,6                |

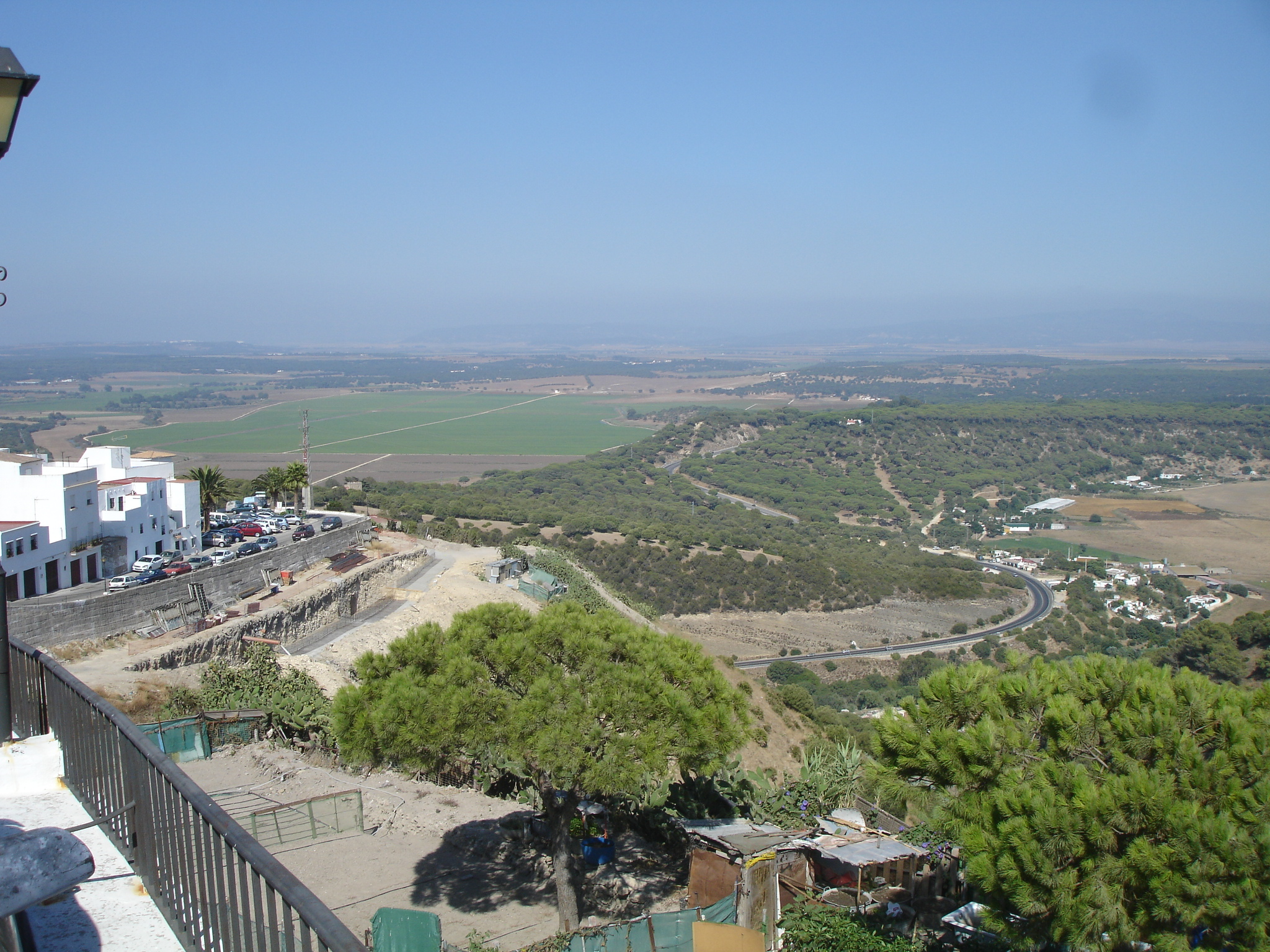
Vista de la comarca de Vejer

La comarca ha sido escenario de dos importantes acontecimientos de la Historia contemporánea de España: la batalla de Trafalgar y los sucesos de Casas Viejas.

## Geografía física

### Situación
La Janda limita al norte con la Campiña de Jerez, al oeste con la bahía de Cádiz y el océano Atlántico, al sur con el Campo de Gibraltar y al este, en un pequeño tramo, con la Serranía de Ronda, en la provincia de Málaga.
| Noroeste: Bahía de Cádiz  | Norte: Campiña de Jerez | Noreste: Campiña de Jerez Serranía de Ronda |
| Oeste: Océano Atlántico   |                         | Este: Campo de Gibraltar                    |
| Suroeste Océano Atlántico | Sur: Campo de Gibraltar | Sureste: Campo de Gibraltar                 |

### Relieve e hidrografía
Gran parte de la comarca está incluida en el parque natural de los Alcornocales, con lugares de especial interés como la Cueva del Tajo de las Figuras (Benalup-Casas Viejas) y la sierra del Aljibe. El otro parque natural de la comarca es La Breña y Marismas del Barbate, situado en los municipios de Barbate y Vejer de la Frontera. La desecada laguna de La Janda, ubicada entre los términos municipales de Vejer, Barbate y Tarifa (ya en el Campo de Gibraltar), sigue siendo un importante complejo natural, en el que se ha introducido recientemente una colonia reproductora de ibis eremita, que se une a la existente de águila imperial ibérica. La costa jandeña comprende zonas de acantilados, como las calas de Conil y Los Caños de Meca; y largas playas de arena fina, como las de El Palmar de Vejer o Zahara.
El territorio se corresponde con la cuenca hidrográfica del río Barbate, que recorre la comarca de noreste a suroeste, con nacimiento en Alcalá de los Gazules y desembocadura en Barbate. Cuenta con un embalse, el embalse del Celemín, situado en el término municipal de Benalup, y algunos de sus afluentes son el Rocinejo, el Almodóvar y el Celemín. Otros ríos que discurren por La Janda son el río Salado, en Conil; y el río Cachón, en Zahara de los Atunes.

## Administración judicial
Alcalá de los Gazules, Benalup-Casas Viejas, Conil de la Frontera, Medina Sidonia y Paterna de Rivera forman el partido judicial n.º 1 de la provincia de Cádiz, bajo la cabeza de Chiclana de la Frontera, que no se encuentra en la comarca. Por otro lado, Barbate encabeza el partido judicial n.º 14 de la provincia, en el que se incluye también a Vejer de la Frontera.

## Mancomunidad de municipios
La Mancomunidad de Municipios de La Janda, creada en 1995, incluye a los municipios de la comarca además de San José del Valle, que pertenece a la Campiña de Jerez. Todas las localidades de La Janda forman parte de la diócesis de Cádiz y Ceuta, bajo la jurisdicción eclesiástica del obispado homónimo, sufragáneo del arzobispado de Sevilla. Durante siglos, gran parte del territorio comarcal estuvo bajo la jurisdicción señorial de la Casa de Medina Sidonia que, entre otros lugares, tenía la titularidad del Ducado de Medina Sidonia.
En la actualidad el presidente de la mancomunidad es Javier Rodríguez Cabeza, del PSOE.